# Sautusjärvi (Karesuando socken, Lappland)
Sautusjärvi är en sjö i Kiruna kommun i Lappland och ingår i Torneälvens huvudavrinningsområde. Sjön har en area på 1,59 kvadratkilometer och ligger 443,2 meter över havet. Sautusjärvi ligger i Torne och Kalix älvsystem Natura 2000-område.

## Delavrinningsområde
Sautusjärvi ingår i det delavrinningsområde (757988-176438) som SMHI kallar för Utloppet av Sautusjärvi. Medelhöjden är 468 meter över havet och ytan är 20,07 kvadratkilometer. Det finns inga avrinningsområden uppströms utan avrinningsområdet är högsta punkten. Vattendraget som avvattnar avrinningsområdet har biflödesordning 4, vilket innebär att vattnet flödar genom totalt 4 vattendrag innan det når havet efter 384 kilometer. Avrinningsområdet består mestadels av skog (37 procent) och sankmarker (51 procent). Avrinningsområdet har 1,98 kvadratkilometer vattenytor vilket ger det en sjöprocent på 9,9 procent.